# Tumbarumba
Tumbarumba är en ort i Australien. Den ligger i kommunen Tumbarumba och delstaten New South Wales, i den sydöstra delen av landet, omkring 360 kilometer sydväst om delstatshuvudstaden Sydney. Antalet invånare är 1 487.
Trakten runt Tumbarumba är nära nog obefolkad, med mindre än två invånare per kvadratkilometer.. Tumbarumba är det största samhället i trakten. 
Trakten runt Tumbarumba består till största delen av jordbruksmark. Genomsnittlig årsnederbörd är 1 301 millimeter. Den regnigaste månaden är februari, med i genomsnitt 173 mm nederbörd, och den torraste är januari, med 75 mm nederbörd.